# Řehoř Divotvůrce
Řehoř Divotvůrce (řecky Grégorios Thaumatúrgos Γρηγόριος Θαυματουργός; také Řehoř Thaumaturg nebo Řehoř z Neocésareje; asi 210 Neocésarea - asi 270 tamtéž) byl řecký maloasijský teolog a biskup staré církve.

## Význam a úcta
Významně přispěl k šíření křesťanství v oblasti Pontu. Jeho spisy jsou důležité pro rozvoj učení církve před prvním nikajským koncilem. Katolická i pravoslavná církev ho uctívá jako svatého (památka 17. listopadu).